# Tamás Cseh

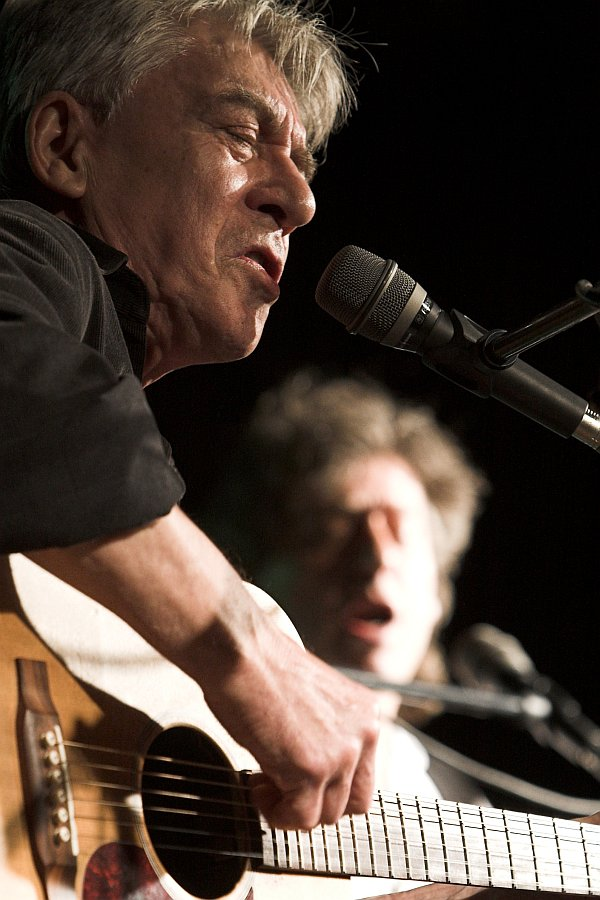
Tamás Cseh, 2006

Tamás Cseh (* 22. Januar 1943 in Budapest; † 7. August 2009 ebenda) war ein ungarischer Liedermacher, Sänger und Schauspieler. 

## Leben und Werk
Tamás Cseh (ungarisch: Cseh Tamás) verbrachte die frühe Kindheit im Dorf Tordas. Als Abschlussgeschenk zum Abitur in Budapest bekam er seine erste Gitarre geschenkt und gründete mit Nachbarn seine erste Band. Die Grundlagen lernte er vor allem von ihnen sowie von Straßenmusikern. Nach Ablehnung seiner Aufnahme an die Kunstakademie unterrichtete er Zeichnen an einer Grundschule in Budapest. Mit einem Diplom in Eger wurde er Lehrer an einem Gymnasium. Ab 1970 lernte er den Regisseur Géza Bereményi kennen, arbeitete mit ihm zusammen und gründete eine Wohngemeinschaft mit diesem. Er wirkte an Fernseh- und Filmmusik mit. Im Sommer 1972 hatte Cseh seinen ersten öffentlichen Auftritt.
Er komponierte fortan eine große Kollektion an Liedern, von denen viele populär wurden und bis heute noch sehr beliebt sind.  Kaum ein anderer Künstler konnte das Leben im sozialistischen Ungarn besser beschreiben als Cseh und auf diese Weise der jungen Generation die Vergangenheit ihrer Eltern verständlich machen.  Cseh erfuhr zahlreiche öffentliche Ehrungen.
Nach seinem Tod wurde eine Bronzestatue errichtet, welche außerhalb der Metro-Station Szent Gellert Ter - Muegyetem in Buda aufgestellt wurde.

## Auszeichnungen (Auswahl)
Er gewann 1993 den von der Franz-Liszt-Musikakademie in  Budapest verliehenen Franz Liszt-Preis.
1988 erhielt er eine Auszeichnung für die Platte des Jahres, im Jahr 1992 das Offizierskreuz des Verdienstordens der Republik Ungarn. 2001 wurde ihm der Kossuth-Preis verliehen. 2009 wurde er zum Ehrenbürger von Bakonybél ernannt.

## Diskographie
- Levél nővéremnek (1977, mit János Másik)
- Antoine és Désiré (1978)
- Fehér babák takarodója (1979)
- Műcsarnok (1981)
- Frontátvonulás (1983)
- Jóslat (1984)
- Utóirat (1987)
- Mélyrepülés (1988)
- Vasárnapi nép (1989, Live-Album)
- Cseh Tamás - Bereményi Géza válogatáslemez (1990)
- Új dalok (1990)
- Nyugati pályaudvar (1993)
- Levél nővéremnek 2. (1994, mit János Másik)
- A telihold dalai (1997)
- Jóslat a Metrón (2003, live)
- A véletlen szavai (2004)
- Az igazi levél nővéremnek (2004, mit János Másik)
- Esszencia (2007, Kompilation)
- Ózdi koncert '96 (2008)
- A DAL nélkül... (2009)